# William Harrison Ainsworth
William Harrison Ainsworth (Manchester, 4 de fevereiro de 1805 — Reigate, 3 de janeiro de 1882) foi um escritor inglês. Formou-se em Direito, porém, a profissão de advogado não lhe realizava. Quando ainda completava seus estudos jurídicos em Londres, conheceu o editor John Ebers, naquele tempo gerente do Teatro do Rei, Haymarket. Ebers apresentou Ainsworth aos círculos literários e dramáticos, e à sua filha, que se tornou mais tarde sua esposa.
Ainsworth rapidamente tentou o negócio editorial, mas logo desistiu e dedicou-se ao jornalismo e à literatura. Seu primeiro sucesso como escritor veio com Rookwood, em 1834, que tem Dick Turpin como seu personagem principal. Após este, outros trinta e nove romances se seguiram, sendo o último lançado em 1881.

## Biografia

### Infância e juventude
Ainsworth nasceu em 4 fevereiro de 1805, filho de Thomas Ainsworth, um advogado proeminente de Manchester, e de Ann (Harrison) Ainsworth, filha do ministro unitarista da Manchester Cross Street Chapel, reverendo Ralph Harrison, na casa da família localizada na rua King, número 21, Manchester. Em 4 de outubro de 1806, nasceu o irmão de Ainsworth, Thomas Gilbert Ainsworth. Embora a casa da família tenha sido destruída, era uma construção georgiana de três andares, em uma próspera comunidade. Esta localização influenciou Ainsworth com sua atmosfera romântica e histórica, que existiu até que a comunidade foi mais tarde substituída por prédios comerciais. Além da comunidade, Ainsworth gostava de ler obras românticas, quando criança, e apreciava histórias que continham qualquer tipo de aventura ou temas sobrenaturais. Destes, Dick Turpin era um dos favoritos de Ainsworth. Durante sua infância, adotou ideias jacobitinas e manteve os ideais Tory, além de suas simpatias pelo jacobitismo, mesmo sendo sua comunidade contrária ao ser rigorosamente Whig e não-conformista. Durante esse tempo, Ainsworth começou a escrever prolificamente.

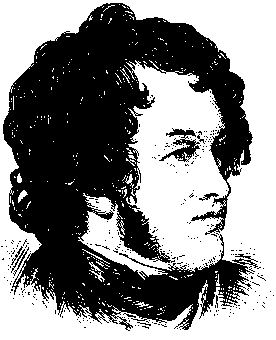
Esboço de William Harrison Ainsworth.

A família de Ainsworth mudou-se para Smedly Lane, ao norte de Manchester, em Cheetham Hill, durante 1811. Eles mantiveram a antiga residência, além da nova, mas residiam na nova casa a maior parte do tempo. O terreno montanhoso ao redor era coberto de matas, o que permitiu a Ainsworth e a seu irmão criarem várias histórias. Quando não estava brincando, Ainsworth era educado por seu tio, William Harrison. Em março de 1817, foi matriculado na Manchester Grammar School, que foi descrita em seu romance Mervyn Clitheroe. O trabalho destacou que sua educação clássica era de boa qualidade, mas foi reforçada por uma disciplina rigorosa e castigos corporais. Ainsworth foi um aluno forte e popular entre seus colegas. Seus dias na escola e com a sua família foram tranquilos, embora houvesse lutas no seio da comunidade de Manchester, o Massacre de Peterloo ocorreu em 1819. Ainsworth esteve ligado ao evento, porque seus tios juntaram-se ao protesto no incidente, mas Ainsworth foi capaz de evitar a maioria dos efeitos políticos posteriores. Naquele tempo, foi capaz de perseguir seus próprios interesses literários e até criou seu pequeno teatro privado dentro da casa da família, na rua King. Junto com seus amigos e irmão, criou e atuou em muitas peças ao longo de 1820.
Durante 1820, Ainsworth começou a publicar muitos de seus trabalhos sob o nome de "Thomas Hall". O primeiro trabalho, uma peça chamada The Rivals, foi publicada em 5 de marco de 1821, na revista Arliss's Pocket. Ao longo de 1821, a revista publicou outros dezessete trabalhos de Ainsworth, sob o nome de "Thomas Hall", "H A" ou "W A". O gênero e formas dos trabalho variavam muito, com alguém afirmando ter encontrado peças de um dramaturgo do século XVII, "William Aynesworthe", que não passavam de suas próprias obras. Este truque foi posteriormente exposto. Em dezembro de 1821, Ainsworth apresentou sua peça Venice, or the Fall of the Foscaris para The Edinburgh Magazine. Eles publicaram longos trechos da peça antes de saudaram Ainsworth como dramaturgo, e com alguém que rivalizava até mesmo com George Gordon Byron. Durante este tempo, Ainsworth contribuiu também com trabalhos para The European Magazine, além de outras revistas, e eles publicaram muitas de suas primeiras histórias. Em 1822, deixou a Manchester Grammar School, enquanto contribuía constantemente para as revistas.
Após deixar a escola, Ainsworth começou a estudar Direito e trabalhou para Alexander Kay. Os dois não se davam bem, e Ainsworth foi acusado de ser preguiçoso. Embora Ainsworth não quisesse seguir a carreira jurídica, seu pai empurrou-o para essa área. Em vez de trabalhar, Ainsworth gastou seu tempo lendo literatura em sua casa, e em várias bibliotecas, inclusive a Biblioteca Chetham. Continuou a trabalhar como advogado em Manchester e ocupou seu tempo, quando não estava trabalhando, ou lendo, no clube de John Shaw. Até o final de 1822, Ainsworth escreveu para The London Magazine, que lhe permitiu aproximar-se de Charles Lamb, a quem enviou poesias para serem avaliadas por Lamb. Depois de receber uma resposta favorável para um conjunto de obras, Ainsworth as teve publicadas por John Arliss como Poems by Cheviot Ticheburn. Fez algumas viagens durante 1822, e visitou seu amigo de infância James Crossley, em Edimburgo. Enquanto estava lá, Crossley apresentou-o para William Blackwood, o dono da Blackwood's Magazine, e, através de Blackwood, foi apresentado a muitos escritores escoceses.

### Início de carreira
Além de Crossley, outro amigo íntimo de Ainsworth era John Aston, um funcionário que trabalhou na empresa de advocacia de seu pai. Em 1823, Ainsworth e Crossley começaram a escrever muitos trabalhos em conjunto, incluindo o primeiro romance Sir John Chiverton. Ainsworth escreveu a Thomas Campbell, editor da New Monthly Magazine, sobre a publicação do trabalho, porém, Campbell perdeu a carta. Depois de ser questionado por Ainsworth, Crossley viajou para Londres a fim de encontrar-se com Campbell e discutir o assunto antes da visita em novembro. Embora o romance ainda não tivesse sido publicado, em dezembro de 1823, Ainsworth conseguiu que a editora G. e W. Whittaker publicasse uma coleção de suas histórias intitulada December Tales. Durante 1824, Ainsworth pensou em criar sua própria revista, que se tornou  The Boeotian e foi publicada pela primeira vez em 20 de março. Contudo, a revista foi encerrada após a sua sexta edição, em 24 de abril.
O pai de Ainsworth morreu em 20 de junho de 1824. Em decorrência disso, Ainsworth tornou-se sócio sênior no escritório de advocacia e começou a se concentrar nos estudos jurídicos. Com este objetivo, viajou para Londres no final de 1824 a fim de estudar com Jacob Phillips, um barrister em King's Bench Walk. Ainsworth viveu no Devereux Court, um lugar que era favorecido por escritores augustos. Durante a sua estada, visitou Lamb, mas se decepcionou com o Lamb real. Ainsworth participou do círculo social de Lamb, e conheceu muitas pessoas, incluindo Henry Crabb Robinson e Mary Shelley. Durante o verão de 1825, Ainsworth viajou para Manchester, a fim de encontrar-se com Crossley antes de viajar para a ilha de Man. Continuou a escrever, e uma coleção de seus poemas chamada The Works of Cheviot Tichburn, with the types of John Leigh foi publicada. Teve também duas obras publicadas em The Literary Souvenir, uma revista publicada por John Ebers.
Em 4 de fevereiro de 1826, Ainsworth atingiu a maioridade. Pouco depois, em 8 de fevereiro, tornou-se advogado do Court of King's Bench. Durante este tempo, ficou amigo de Ebers, que também pertencia a Opera House, Haymarket. Ainsworth ia constantemente ver os espetáculos da casa, e se apaixonou pela filha de Ebers, Fanny, durante suas visitas. O relacionamento com a família Ebers continuou, e John publicou um panfleto de Ainsworth chamado Considerations on the best means of affording Immediate Relief to the Operative Classes in the Manufacturing Districts. O trabalho, dedicado a Robert Peel, discutiu a situação econômica em Manchester, juntamente com o restante da Grã-Bretanha. Em junho, Ainsworth deixou a política e dedicou-se à poesia com a publicação de Letters from Cokney Lands. Enquanto estas eram impressas, Ainsworth continuou a trabalhar em seu romance Sir John Chiverton e buscou publicá-lo.
O romance foi publicado por Ebers em julho de 1826. Ebers interessou-se pelo primeiro romance de Ainsworth e começou a adicionar os debates sobre o assunto em The Literary Souvenir, a fim de promover o trabalho. Embora o trabalho fosse co-escrito e, por vezes, alegado por Aston como exclusivamente seu, muitas das críticas descreveram o romance como sendo apenas de Ainsworth. O romance também chamou a atenção do romancista histórico Walter Scott, que escreveu mais tarde sobre o trabalho em vários artigos; os dois mais tarde, se encontraram em 1828. Durante esse ano, J. G. Lockhartt publicou diários privados de Scott e instigou a noção de que o romance era uma imitação de Scott. Sir John Chiverton não é um verdadeiro romance histórico, nem é um romance gótico. Também foi visto por Ainsworth como uma obra incompleta e, mais tarde, ignorou o trabalho ao criar sua bibliografia. O romance serve como um precursor para o primeiro grande romance de Ainsworth, Rookwood.
O relacionamento de Ainsworth com a família Ebers cresceu, e casou-se com Fanny em 11 outubro de 1826, com um pequeno comunicado à sua família ou amigos. Ebers prometeu pagar um dote de trezentas libras, mas os recursos nunca foram dados e isso causou uma tensão no relacionamento entre Ainsworth e seu sogro. Ainsworth continuou no círculo de amizades de Ebers e participou de muitos eventos sociais. Foi incentivado por Ebers a vender a sua parceria na firma de advocacia, e iniciar uma editora. Ainsworth seguiu este conselho, e os negócios tiveram sucesso mais cedo. Em 1827, Fanny deu à luz uma menina que teve o seu nome. Logo depois, Ebers foi à falência e Ainsworth perdeu uma grande soma de dinheiro em razão disso. Ainsworth publicou algumas obras populares, como The French Cook, a revista anual Mayfair, e algumas outras. Em 1829, Ebers assumiu a editora de  Ainsworth, e Fanny deu à luz outra filha, Emily, logo após. Ainsworth desistiu de publicar e voltou a trabalhar como advogado. Quando a terceira filha, Anne, nasceu em 1830, a família de Ainsworth começou a sentir dificuldades financeiras. Ainsworth voltou a escrever e a contribuir para a Fraser's Magazine, mas não é certo quantas obras eram realmente suas. Porém, ele estava trabalhando em seu romance Rookwood.

### Carreira de escritor de romances

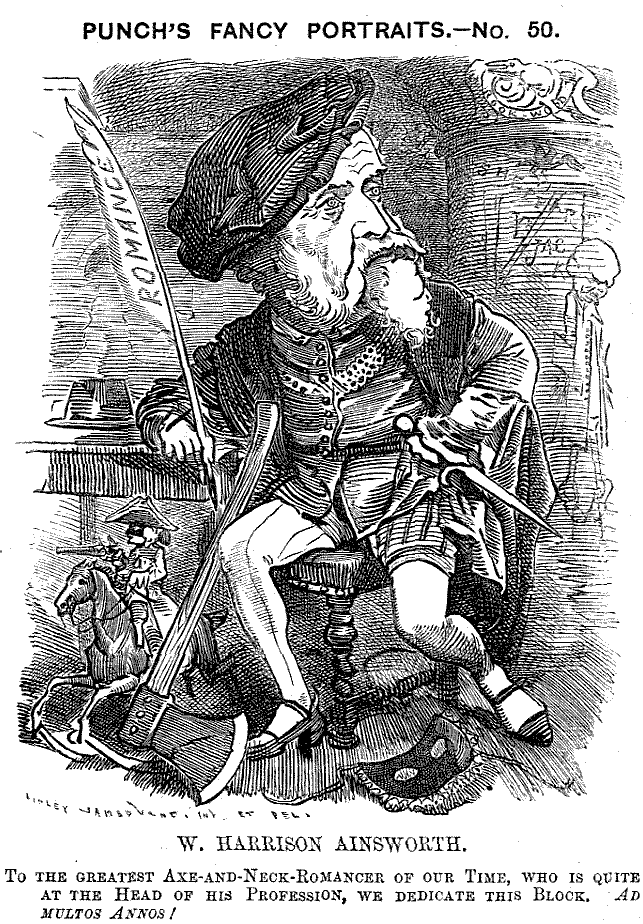
Caricatura de Ainsworth na revista Punch, 1881.

A partir de 1829, Ainsworth não era nem advogado, nem editor; na verdade ele não tinha qualquer emprego. Ansiava por seus dias de juventude em Manchester e ponderava em escrever outro romance. No verão, começou a viajar. Foi nessa época que Ainsworth começou a desenvolver a ideia de Rookwood, e começou a procurar por informações relacionadas ao assunto. Enquanto pesquisava para o romance em 1830, Ainsworth morou em Kensal Lodge. Trabalhou em algumas peças teatrais e passou o resto de seu tempo de trabalho na profissão de advogado. Logo se tornou amigo de William Sergison, e os dois viajaram para a Itália e a Suíça durante o verão. Nas suas viagens, visitaram o túmulo de Percy Bysshe Shelley e John Keats. Sergison era também o proprietário de uma residência em Sussex, sobre a qual Ainsworth descreve em seu romance. Depois dos dois voltarem para Londres, Ainsworth começou a trabalhar para a Fraser's Magazine, que foi lançada em 1830. O grupo incluía muitas famosas figuras literárias da época, incluindo Samuel Taylor Coleridge, Robert Southey, Thomas Carlyle, James Hogg e William Makepeace Thackeray. Foi somente após uma visita a Chesterfield, no outono de 1831, que Ainsworth encontrou inspiração para começar a escrever o romance.
Apesar de ter trabalhado no romance, Ainsworth sofreu mais com os problemas financeiros de seu sogro. Foi incapaz de retomar o trabalho no romance até 1833. Durante o outono de 1833, Ainsworth conseguiu completar grande parte do romance durante a sua estada em Sussex, perto da casa de Sergison. O romance foi publicado em abril de 1834 por Richard Bentley e continha ilustrações de George Cruikshank. Depois de trabalhar cinco anos na profissão de advogado, Ainsworth desistiu dela e dedicou-se à escrita. Rookwood rendeu amplo sucesso de crítica e financeiro, e agradou seus associados na Fraser's Magazine. Começou a vestir-se como um dândi, e foi apresentado ao Salão de Marguerite Gardiner, condessa de Blessington. Seu Salão era composto por um grupo de homens e mulheres ligados à literatura, e poderia incluir muitos outros, não fosse em Londres acreditar-se que Blessington tinha má reputação. Porém, isso não impediu que Ainsworth se reunisse com muitos famosos autores britânicos do Salão. Enquanto fez parte do seu círculo, Ainsworth escreveu para ela uma coleção de histórias chamada The Book of Beauty, publicada em 1835. Ainsworth continuou a frequentar vários círculos literários, mas sua mulher e filhas não; ele ficava em Kensal Lodge, enquanto elas moravam com os Ebers. Durante esse tempo, Ainsworth conheceu Charles Dickens e apresentou o jovem escritor ao editor Macrone e a George Cruikshank. Ainsworth também apresentou Dickens para John Forster em Kensal Lodge, iniciando uma estreita amizade entre os dois.
De 1835 até 1838, Ainsworth e Dickens foram amigos íntimos e, muitas vezes viajaram juntos. Rookwood foi publicado em várias edições, com uma quarta edição, em 1836, incluindo ilustrações por Cruikshank, que começou a relação de trabalho entre os dois. Ainsworth começou a escrever outro romance em 1835. Chamado Crichton, dedicou muito do seu tempo a ele a ponto de não ter tempo para muitos de seus amigos literários. Sua publicação foi temporariamente adiada, enquanto Ainsworth procurava por um ilustrador, com Thackeray sendo uma possível escolha. Porém, Ainsworth achou que as ilustrações eram insatisfatórias, e acabou procurando para o trabalho Daniel Maclise, que também foi posteriormente dispensado. Coincidindo com a procura por um ilustrador e correndo para terminar o romance, Ainsworth foi convidado a escrever para a revista The Lions of London, mas não conseguiu encontrar tempo para trabalhar em ambos os projetos e assim tentou terminar o romance. A situação mudou após Macrone, o pretenso editor original, morreu. Ainsworth escolheu então Bentley para ser seu editor. Ainsworth finalmente publicou seu terceiro romance, em 1837. A quinta edição do Rookwood foi lançada em 1837, e seu sucesso incentivou Ainsworth a trabalhar em outro romance sobre um bandido famoso, incluindo a história de Jack Sheppard.
Em 1839, Ainsworth estava trabalhando em seu próximo romance. Jack Sheppard foi publicado em série na Bentley's Miscellany de janeiro de 1839 até fevereiro de 1840, enquanto que o Oliver Twist de Charles Dickens era publicado na revista. A polêmica desenvolvida ao longo dos romances Newgate, e Dickens ficou distante de Ainsworth. Logo depois, Dickens retirou-se da revista como seu editor e abriu caminho para Ainsworth substituí-lo no final de 1839. Jack Sheppard foi publicado em uma edição de três volumes pela Bentley, em outubro de 1839, e oito diferentes versões teatrais da história foram produzidas no outono de 1839. Após Jack Sheppard seguiram-se dois outros romances: Guy Fawkes e The Tower of London. Ambos lançados ao longo de 1840, e Ainsworth comemorou a conclusão de The Tower of London com um grande jantar para comemorar os trabalhos.
Com os romances concluídos em 1840, Ainsworth começou a escrever Old St. Paul's, A Tale of the Plague and the Fire. O trabalho foi publicado no The Sunday Times de 3 janeiro de 1841 a 26 de dezembro de 1841, e foi para Ainsworth uma conquista, ser um dos primeiros escritores a ter seu trabalho publicado em um jornal de circulação nacional. Seus trabalhos seguintes, Windsor Castle e The Miser's Daughter, foram lançados em 1842. A primeira menção de Windsor Castle surgiu em uma carta para Crossley, de 17 de novembro de 1841, na qual Ainsworth admite escrever um romance sobre o Castelo de Windsor e os eventos que cercam o primeiro e o segundo casamentos de Henrique VIII. The Miser's Daughter foi publicado pela primeira vez, coincidindo com a criação da Ainsworth's Magazine, um projeto independente que Ainsworth começou após deixar a Bentley's Miscellany. Para criar a revista, Ainsworth associou-se a Cruikshank, que serviria como ilustrador. Cruikshank transferiu seus esforços de sua própria revista, The Omnibus para a nova revista, e um anúncio para a revista surgiu em dezembro de 1841 dizendo que o primeiro número seria publicado em 29 de janeiro de 1842. A inauguração da revista foi bem recebida por membros da imprensa contemporânea, o que fez com que ela fosse um grande sucesso. A revista marcou o auge de sua carreira.

### A revista de Ainsworth
Ainsworth esperava iniciar a publicação de Windsor Castle em sua revista, em abril, mas foi adiado quando sua mãe morreu em 15 de março de 1842. John Forster escreveu para Ainsworth para oferecer assistência ao escrever o romance, mas não há provas que Ainsworth tenha aceitado. O trabalho foi logo concluído e começou a ser publicado na revista em julho de 1842, onde apareceu até junho de 1843. George Cruikshank, o ilustrador para The Miser's Daughter, assumiu como ilustrador para Windsor Castle após concluir o trabalho anterior. Uma peça versão de The Miser's Daughter, por Edward Stirling, foi apresentada em outubro de 1842, com outra versão por T. P. Taylor, em novembro. Durante esse tempo, Ainsworth teve muitos contribuintes famosos em sua revista, incluindo a esposa de Robert Southey, Robert Bell, William Maginn em uma publicação póstuma, e outros. No final de 1843, Ainsworth vendeu a sua participação na Ainsworth's Magazine para John Mortimer, enquanto permanecia como editor. O próximo trabalho que Ainsworth incluiu em sua revista foi Saint James's or the Court of Queen Anne, An Historical Romance, que foi publicado de janeiro de 1844 até dezembro de 1844. A obra foi ilustrada por George Cruikshank, e marca a última vez que Ainsworth e Cruikshank colaboraram com um romance.
Em 1844, Ainsworth ajudou na construção do monumento a Walter Scott, em Edimburgo. Passou seus anos visitando muitas pessoas, incluindo membros da nobreza britânica. A popularidade de sua revista diminuiu no ano, devido à falta de obras de qualidade, exceto por uma série de Leigh Hunt, A Jar of Honey from Mount Hybla. Até mesmo o próprio trabalho de Ainsworth, St James's, foi prejudicado porque foi escrito com pressa. Durante este tempo, Ainsworth começou um dos seus melhores romances, Auriol, mas nunca foi acabado. Foi publicado, em parte, entre 1844 e 1845 como Revelations of London. Hablot Browne, usando o nome "Phiz", ilustrou o trabalho e se tornou o ilustrador principal da revista. O romance estava sendo produzido até Ainsworth e Mortimer brigarem no início de 1845, e Ainsworth deixar o cargo de editor. Logo depois, Ainsworth comprou The New Monthly Magazine e começou a pedir para que contribuidores da Ainsworth's Magazine se juntassem a ele no novo periódico. Ainsworth emitiu um anúncio dizendo que teria colaboradores de "alto escalão", o que levou Thackeray a atacar Ainsworth na Punch por favorecer a nobreza. Contudo, Thackeray mais tarde contribuiu para a revista junto com outros, incluindo Hunt, EV Keanley, George Payne Rainsford James, Horace Smith, e Edward Bulwer-Lytton. Ainsworth reeditou muitas das suas obras na revista e o seu próprio retrato, este provocando um retrato falso da parte de trás da cabeça de Ainsworth na Punch como o único ângulo que Ainsworth ainda não tinha publicado para o público.
Em 1845, dois amigos de Ainsworth e colaboradores morreram, Laman Blanchard e Richard Barham. No final do ano, Ainsworth conseguiu recuperar o controle da Ainsworth's Magazine e continuou a republicar muitas de suas obras anteriores. Gastou muito de seu tempo para recrutar colaboradores para as duas revistas, e publicou um novo trabalho em 1847, James the Second, mas afirmou ser só o "editor" do trabalho. Em 1847, foi capaz de comprar os direitos de autor de muitas das suas obras anteriores, para reeditá-las. Durante este tempo, esteve trabalhando no que seria seu melhor romance, The Lancashire Witches. No final de 1847, o romance estava concluído e a obra devia ser publicada no The Sunday Times.

### Últimos anos
Em abril de 1872, uma versão do The Miser's Daughter, chamada Hilda, foi produzida para o Teatro Adelphi por Andrew Halliday. Em 6 de abril de 1872, Cruikshank apresentou uma carta ao The Times, alegando que estava chateado pelo seu nome ser deixado de fora dos créditos da peça. Além disso, afirmou que a ideia para o romance veio dele e não de Ainsworth. Isso provocou uma discussão entre os dois.

## Estilo e sucesso
Seu primeiro sucesso como escritor veio com Rookwood em 1834, que tem em Dick Turpin seu personagem principal. Em 1839 publicou mais um romance contando a história de um assaltante, Jack Sheppard. De 1840 a 1842 editou Bentley's Miscellany, de 1842 a 1853, Ainsworth's Magazine e, posteriormente, The New Monthly Magazine.
Seus romances de Lancashire cobrem no total 400 anos e incluem: The Lancashire Witches, 1848, Mervyn Clitheroe, 1857, e The Leaguer of Lathom. Jack Sheppard, Guy Fawkes, 1841, Old St Paul's, 1841, Windsor Castle, 1843, e The Lancashire Witches são considerados como seus romances de maior sucesso. Ainsworth foi muito popular em sua vida e seus romances vendidos em grandes quantidades, mas sua reputação não durou muito. Como John William Cousin argumenta, ele depende para seus efeitos de situações marcantes e descrições poderosas, mas tem pouco humor ou poder de delinear personagens.

## Legado
Houve pouca menção de Ainsworth após a sua morte. Em 1911, S. M. Ellis comentou: "É certamente notável que, durante os vinte e oito anos que se passaram desde a morte de William Harrison Ainsworth, nenhum registro completo foi publicado da excepcional carreira de uma das personalidades mais pitorescas do século XIX".

## Obras selecionadas
- Rookwood, 1834
- Crichton, 1837
- Jack Sheppard, 1839
- Guy Fawkes, 1840
- The Tower, 1840
- Old Saint Paul's, 1841
- The Miser's Daughter, 1843
- Windsor Castle, 1843
- Saint James, 1844
- The Lancashire Witches, 1848